# Elisabet Gazulla i Blanco
Elisabet Gazulla Blanco (l'Hospitalet de Llobregat, 12 de juny de 1987) és una portera de waterpolo catalana, ja retirada.
Formada a l'Associació Esportiva Santa Eulàlia, posteriorment va jugar al Club Esportiu Mediterrani i al Club Natació Sabadell. Amb aquesta darrer equip, va guanyar una Eurolliga de la LEN, quatre Lligues espanyoles, quatre Copes de la Reina i dues Supercopes d'Espanya. La temporada 2011-12 va fitxar pel Club Natació Sant Feliu i dues temporades després, pel Club Natació Sant Andreu. Internacional amb la selecció espanyola de waterpolo en cinquanta-quatre ocasions, va participar en dues Lligues Mundials, al Campionat d'Europa de 2006 i del Món de 2007. Va retirar-se de la competició al final de la temporada 2015-16. Posteriorment, va exercir com a mestre de primària, especialitzada en educació física.
Entre d'altres distincions, va rebre la medalla d'argent al Serveis Sistingits el 2007 i la medalla extraordinària al Mèrit Esportiu el 2011 de la Reial Federació Espanyola de Natació.

## Palmarès
- 1 Eurolliga femenina de la LEN: 2010-11
- 4 Lliga espanyola de waterpolo femenina: 2006-07, 2007-08, 2008-09, 2010-11
- 4 Copa espanyola de waterpolo femenina: 2007-08, 2008-09, 2009-10, 2010-11
- 2 Supercopa espanyola de waterpolo femenina: 2009-10, 2010-11